# Herbstfliege
Die Herbstfliege (Musca autumnalis von lateinisch Musca ‚Fliege‘, lateinisch autumnalis ‚herbstlich‘) wird auch Stallfliege oder Augenfliege bzw. Gesichtsfliege genannt. Sie ist eine Fliege aus der Familie der Echten Fliegen (Muscidae).

## Merkmale
Die Herbstfliege wird etwa 6 mm bis 9 mm groß. Die Weibchen sind grau gezeichnet, während die Männchen zusätzlich gelborange Flecken an den Seiten des Hinterleibs tragen. Die Zeichnung ihres Thorax hat vier dorsale Streifen. Sie ähneln der nah verwandten Stubenfliege. Die Augen der Männchen stehen dicht zusammen, die der Weibchen haben einen größeren Abstand. Die Weibchen haben einen besonders auf der vorderen Kopfseite recht breiten hellen Rand um die Augen.

## Lebensweise
Die Herbstfliege fliegt von März bis Oktober. Sie tritt oft im Zusammenhang mit Viehhaltung auf. Die Herbstfliege tritt besonders bei Rindern auf, aber auch bei anderen Tieren wie Pferden. Ihre Neigung im Gesicht der Tiere zu sitzen, besonders um Augen, Maul und Nase der Tiere, hat ihnen die Trivialnamen Augenfliege und Gesichtsfliege eingebracht. Hier ernähren sich die Fliegen von den jeweiligen Sekreten. Diese tierischen Nahrungsquellen sind besonders für die Weibchen wichtig. Die Männchen besuchen in größerem Maße auch Blüten, um Nektar und Pollen zu fressen.
Die Larven der Herbstfliege entwickeln sich meist in Dung. Die Eier werden besonders auf Kuhfladen abgelegt. Hier schlüpfen die madenförmigen Larven je nach Witterung nach etwa 24 Stunden. Sie ernähren sich vom Dung, den sie nach dem Durchlaufen von drei Larvenstadien in 5 bis 10 Tagen verlassen, um sich im Boden zu verpuppen. Die Puppe benötigt etwa 5 bis 13 Tage, um sich zur Fliege weiterzuentwickeln. Es werden mehrere Generationen pro Jahr gebildet, in mitteleuropäischem Klima meist 4 bis 5. Die Herbstfliege überwintert adult. Die Tiere suchen sich Verstecke zum Überwintern, was sie oft an die Häuser der Menschen führt. Die Herbstfliege wird von der Nematode Paraiotonchium autumnalis parasitiert, die einen großen Einfluss auf die Fruchtbarkeit der Fliegen hat.
Die Herbstfliege kann Krankheiten übertragen, was besonders in der Viehzucht zum Problem werden kann.

## Verbreitung
Sie ist ursprünglich in Europa und Nordafrika sowie im westlichen Asien bis Indien verbreitet und wurde Ende der 1940er bis spätestens Anfang der 1950er Jahre in Nordamerika eingeführt, wo sie sich seither etabliert hat.